# Strzelectwo na Letnich Igrzyskach Olimpijskich 2008 – karabin małokalibrowy trzy postawy 50 m kobiet
Karabin małokalibrowy trzy postawy 50 m kobiet to jedna ze strzeleckich konkurencji na Letnich Igrzyskach Olimpijskich w Pekinie, które odbywają się w Halowej Strzelnicy Pekińskiej.
Dyscyplina rozpoczęła się o godzinie 9:00 czasu miejscowego. Wtedy to rozegrano kwalifikacje do finału. Decydująca faza, która miała wyłonić mistrzynię olimpijską odbyła się o godzinie 12:30 czasu miejscowego.
W samych kwalifikacjach do finałowej serii tej konkurencji wystartowało 43 zawodników (w tym dwie Polki: Sylwia Bogacka i Agnieszka Staroń). Do finału zakwalifikowało się osiem najlepszych zawodników kwalifikacji. Jednak w tym ścisłym gronie najlepszych nie znalazła się żadna z Polek – Bogacka zajęła 10. miejsce (582 pkt), a Staroń 11. (581 pkt). Aby zakwalifikować się do finału potrzeba było uzyskać wynik 585 pkt na 600 możliwych. Najlepsza okazała się Du Li (589 punktów). Finałowa seria liczyła 10 strzałów dla każdej z uczestniczki, czyli 80 strzałów finałowych. Do sumy wyniku walczących zawodniczek w finale liczyły się także strzały z kwalifikacji.
Złoty medal zdobyła reprezentantka gospodarzy Chinka Du Li, która utrzymała prowadzenie z kwalifikacji. Z 10 finałowych strzałów w trzech była najlepsza, co przyczyniło się do zdobycia tytułu olimpijskiego. Druga – Czeszka Katerina Emmons zwyciężała dwukrotnie co przy wygranych kwalifikacjach dało Chince przewagę 2,6 punktu. Obrońca tytułu olimpijskiego z Aten Rosjanka Lubow Gałkina po 8. miejscu w kwalifikacjach, w finale uzyskała najwyższy wynik (102,4 pkt) i awansowała na czwartą pozycję.
| Lp. | Zawodniczka       | Kwal. | Strzał 1 | Strzał 2 | Strzał 3 | Strzał 4 | Strzał 5 | Strzał 6 | Strzał 7 | Strzał 8 | Strzał 9 | Strzał 10 | Wynik     |
| --- | ----------------- | ----- | -------- | -------- | -------- | -------- | -------- | -------- | -------- | -------- | -------- | --------- | --------- |
| 1.  | Du Li             | 589   | 8,7      | 10,3     | 10,4     | 9,8      | 9,9      | 10,8     | 10,0     | 10,1     | 10,8     | 10,5      | 690,3 pkt |
| 2.  | Katerina Emmons   | 586   | 10,7     | 10,1     | 10,7     | 10,6     | 9,7      | 10,6     | 10,0     | 9,5      | 9,6      | 10,2      | 687,7 pkt |
| 3.  | Eglis Yaima Cruz  | 588   | 10,3     | 10,1     | 9,3      | 10,0     | 10,5     | 10,2     | 9,0      | 10,0     | 10,7     | 9,5       | 687,6 pkt |
| 4.  | Lubow Gałkina     | 585   | 10,5     | 10,1     | 10,2     | 9,9      | 10,7     | 10,5     | 9,1      | 10,4     | 10,7     | 10,3      | 687,4 pkt |
| 5.  | Jamie Beyerle     | 586   | 10,5     | 9,5      | 10,4     | 10,2     | 10,6     | 9,9      | 10,3     | 10,2     | 10,6     | 8,7       | 686,9 pkt |
| 6.  | Olga Dovgun       | 588   | 9,9      | 10,0     | 10,5     | 9,4      | 9,9      | 10,4     | 9,8      | 8,7      | 9,5      | 10,2      | 686,3 pkt |
| 7.  | Lidija Mihajlović | 586   | 10,8     | 10,3     | 10,0     | 10,2     | 10,6     | 9,4      | 9,9      | 8,7      | 10,4     | 9,7       | 686,0 pkt |
| 8.  | Wu Liuxi          | 585   | 10,1     | 9,5      | 10,7     | 10,2     | 9,8      | 9,8      | 10,3     | 10,7     | 9,9      | 9,9       | 685,9 pkt |